# World Golf Championships
I World Golf Championships sono una serie di tornei professionistici di golf creati dalla Federazione internazionale dei PGA Tour, che fanno parte del calendario ufficiale dei tre tour principali, PGA Tour, European Tour e Japan Golf Tour. I tornei sono:
- WGC-Mexico Championship
- WGC-Dell Match Play Championship
- WGC-FedEx St. Jude Invitational
- WGC-HSBC Champions

## Storia
I tornei sono stati fondati nel 1999, anche se il FedEx St. Jude Invitational (fino al 2018 Bridgestone Invitational) è in realtà il successore diretto delle World Series, iniziate nel 1976, mentre il Match Play Championship è il successore dell'Andersen Consulting World Championship of Golf. Il Cadillac Championship dopo la stagione 2006 ha trovato una sede fissa, prendendo il posto di un torneo che da lungo tempo si svolgeva presso il Doral Resort in Florida, il Doral Open, mentre in precedenza si era svolto in varie località in giro per il mondo; dal 2017 è stato sostituito dal Mexico Championship, che si tiene a Città del Messico. L'HSBC Champions, nato nel 2005, fa parte dei World Golf Championships a partire dal 2009. Un quinto torneo, il Tournament of Hope, fu annunciato nel 2012: doveva tenersi a partire dall'anno successivo in Sudafrica, ma non fu mai realmente organizzato.
L'obiettivo degli ideatori dei tornei era di creare un gruppo di tornei golfistici di alto profilo radunando i migliori giocatori dei vari tour con una cadenza più regolare e frequente di quanto accada in occasione dei quattro tornei major. La presentazione dell'epoca parlò di un "Tour mondiale" che avrebbe dovuto svilupparsi sulla base dei World Championships e dei Major. L'idea sembra essere stata abbandonata, ma i quattro tornei in genere attraggono comunque i giocatori di vertice e sono tra i tornei più prestigiosi e di alto livello al di fuori dei Major. Il montepremi in palio si avvicina molto ad essere il più elevato di qualsiasi altro torneo di golf professionistico. I vincitori di solito ricevono tra i 70 e i 78 punti validi per l'Official World Golf Rankings, l'ammontare più elevato sempre escludendo i Major, che assegnano 100 punti, e il Players Championship, che ne assegna 80. Tiger Woods ha dominato i tre tornei, vincendone 16 dei primi 32 disputati e conquistandone almeno uno ogni anno nel periodo 1999-2009.
Dal 2000 al 2006 anche la World Cup, un torneo a squadre composte da due giocatori che rappresentano il loro paese, ha fatto parte del World Golf Championship, anche se non era un torneo che facesse ufficialmente parte di alcun tour.
Sempre dal 2000 al 2006, la maggior parte degli anni due o tre dei quattro tornei si sono tenuti negli Stati Uniti, mentre gli altri si giocavano altrove. Dal 2007 invece tutti e tre i tornei individuali rimasti si sono giocati negli USA, scelta che ha attirato critiche da parte di alcuni giocatori come Tiger Woods e Ernie Els, oltre che da parte dei media non statunitensi. Il capo del PGA Tour Tim Finchem ha risposto che giocare negli USA è la scelta migliore per il golf perché lì si possono guadagnare più soldi che altrove. Tuttavia dal 2009, con l'aggiunta dell'HSBC Champions che si tiene in Cina, almeno un torneo si gioca fuori dagli Stati Uniti.

## Albo d'oro
Questa la lista dei vincitori.
| Anno | Championship      | Match Play                             | Invitational                           | Champions                           |
| ---- | ----------------- | -------------------------------------- | -------------------------------------- | ----------------------------------- |
| 2023 |                   | Sam Burns                              |                                        |                                     |
| 2022 | Scottie Scheffler | Cancellato per la pandemia di COVID-19 |                                        |                                     |
| 2021 | Collin Morikawa   | Cancellato per la pandemia di COVID-19 | Billy Horschel                         | Abraham Ancer                       |
| 2020 | Patrick Reed      | Cancellato per la pandemia di COVID-19 | Cancellato per la pandemia di COVID-19 | Justin Thomas                       |
| 2019 | Dustin Johnson    | Kevin Kisner                           | Brooks Koepka                          | Rory McIlroy                        |
| 2018 | Phil Mickelson    | Bubba Watson                           | Justin Thomas                          | Xander Schauffele                   |
| 2017 | Dustin Johnson    | Dustin Johnson                         | Hideki Matsuyama                       | Justin Rose                         |
| 2016 | Adam Scott        | Jason Day                              | Dustin Johnson                         | Hideki Matsuyama                    |
| 2015 | Dustin Johnson    | Rory McIlroy                           | Shane Lowry                            | Russel Knox                         |
| Anno | Match Play        | Championship                           | Invitational                           | Champions                           |
| 2014 | Jason Day         | Patrick Reed                           | Rory McIlroy                           | Bubba Watson                        |
| 2013 | Matt Kuchar       | Tiger Woods                            | Tiger Woods                            | Dustin Johnson                      |
| 2012 | Hunter Mahan      | Justin Rose                            | Keegan Bradley                         | Ian Poulter                         |
| 2011 | Luke Donald       | Nick Watney                            | Adam Scott                             | Martin Kaymer                       |
| 2010 | Ian Poulter       | Ernie Els                              | Hunter Mahan                           | Francesco Molinari                  |
| 2009 | Geoff Ogilvy      | Phil Mickelson                         | Tiger Woods                            | Phil Mickelson                      |
| 2008 | Tiger Woods       | Geoff Ogilvy                           | Vijay Singh                            | Non ancora fondato                  |
| 2007 | Henrik Stenson    | Tiger Woods                            | Tiger Woods                            | Non ancora fondato                  |
| Anno | Match Play        | Invitational                           | Championship                           | World Cup                           |
| 2006 | Geoff Ogilvy      | Tiger Woods                            | Tiger Woods                            | Bernhard Langer & Marcel Siem       |
| 2005 | David Toms        | Tiger Woods                            | Tiger Woods                            | Stephen Dodd & Bradley Dredge       |
| 2004 | Tiger Woods       | Stewart Cink                           | Ernie Els                              | Paul Casey & Luke Donald            |
| 2003 | Tiger Woods       | Darren Clarke                          | Tiger Woods                            | Trevor Immelman & Rory Sabbatini    |
| 2002 | Kevin Sutherland  | Craig Parry                            | Tiger Woods                            | Toshimitsu Izawa & Shigeki Maruyama |
| 2001 | Steve Stricker    | Tiger Woods                            | cancellato causa 11/9                  | Ernie Els & Retief Goosen           |
| 2000 | Darren Clarke     | Tiger Woods                            | Mike Weir                              | Tiger Woods & David Duval           |
| 1999 | Jeff Maggert      | Tiger Woods                            | Tiger Woods                            | Non ancora parte del WGC            |

### Riassunto per nazioni
| Nazione          | Vittorie | Vincitori |
| ---------------- | -------- | --------- |
| Stati Uniti      | 48       | 19        |
| Australia        | 8        | 4         |
| Inghilterra      | 6        | 3         |
| Irlanda del Nord | 5        | 2         |
| Sudafrica        | 4        | 1         |
| Giappone         | 3        | 1         |
| Germania         | 2        | 1         |
| Canada           | 1        | 1         |
| Figi             | 1        | 1         |
| Irlanda          | 1        | 1         |
| Italia           | 1        | 1         |
| Scozia           | 1        | 1         |
| Svezia           | 1        | 1         |
| Galles           | 1        | 0         |